# Tropicana (Boomdabash e Annalisa)
Tropicana è un singolo del gruppo musicale italiano Boomdabash e della cantante italiana Annalisa, pubblicato il 10 giugno 2022 come primo estratto dal sesto album in studio dei Boombdabash Venduti.

## Descrizione
Il brano, scritto dal duo Takagi & Ketra con Federica Abbate e Jacopo Èt, ha segnato la prima collaborazione tra i due artisti e dal punto di vista musicale rappresenta un omaggio alla musica degli anni settanta e ottanta con un'influenza della musica tradizionale pugliese, in special modo la taranta. Riguardo al coinvolgimento di Annalisa, il gruppo ha spiegato:

## Accoglienza
Tropicana è stato accolto con recensioni miste da parte della critica specializzata. Giulia Ciavarelli di TV Sorrisi e Canzoni ha riscontrato che il singolo «coinvolge al primo ascolto» grazie alle «sonorità dance che rispecchia la grinta del gruppo e si presta a essere la colonna sonora della stagione estiva». Fabio Fiume di All Music Italia ha invece notato come le sonorità dance «sviluppano l'errore di rallentare d'improvviso» il ritmo del brano, rimanendo inoltre poco colpito dal testo, descrivendolo come un insieme di «frasi messe lì senza senso»; Fiume ha aggiunto inoltre che la performance di Annalisa risulti «sprecata» poiché riscontra un «disimpegno più totale, anche nella sua presenza vocale; [...] O lei, o Baby K, o Elettra Lamborghini, non avrebbe fatto differenza sulla resa del pezzo».

## Video musicale
Il 10 giugno 2022 è stato pubblicato su YouTube il lyric video del brano. Il videoclip ufficiale, diretto da Fabrizio Conte e girato nel Salento, è stato invece pubblicato il 6 luglio 2022.

## Tracce
Testi e musiche di Alessandro Merli, Fabio Clemente, Federica Abbate e Jacopo Èttorre.
1. Tropicana – 2:52

## Classifiche

### Classifiche settimanali
| Classifica (2022) | Posizione massima |
| ----------------- | ----------------- |
| Italia            | 3                 |
| Svizzera          | 70                |

### Classifiche di fine anno
| Classifica (2022) | Posizione |
| ----------------- | --------- |
| Italia            | 24        |